# Équipe d'Allemagne espoirs de football
Maillots
L'équipe d'Allemagne Espoirs de football est constituée par une sélection des meilleurs joueurs allemands de moins de 23 ans sous l'égide de la DFB. L'âge limite pour jouer en Espoirs est de 21 ans à la date du début des phases éliminatoires d'un championnat d'Europe.

## Palmarès
- Championnat d'Europe
  - Champion : 2009, 2017 et 2021
  - Vice-champion : 1982 et 2019